# Ville-en-Vermois
Ville-en-Vermois è un comune francese di 602 abitanti situato nel dipartimento della Meurthe e Mosella nella regione del Grand Est.

## Società

### Evoluzione demografica
Abitanti censiti